# Guerin Sportivo
Guerin Sportivo és una revista italiana esportiva fundada l'any 1912 a Torí per Giulio Corradino Corradini, Ermete Della Guàrdia, Mario Nicola, Nino Salvaneschi, Alfredo Cocchi i Giuseppe Ambrosini.
A Itàlia també se la coneix amb l'àlies de «verdolino» degut al fet que originalment s'estampava en paper de color verd. Originalment, era un diari, però a mitjans dels anys 70 canvia de format, donant més importància a la fotografia i passa a ser una revista, i l'edició passa a Bolonya Il Guerino atorga dos premis, el Guerin d'Oro, al millor jugador de la sèrie A del calci i el Trofeu Bravo al millor jugador sub-21 d'Europa. La redacció actual aquesta formada per Alfredo Maria Rossi, Pier Paolo Cioni, Gianluca Grassi, Matteo Marani i Rossano Donnini.